# Bodzentyn (ville)
Pour les articles homonymes, voir Bodzentyn.
Bodzentyn est une ville polonaise de la voïvodie de Sainte-Croix et du powiat de Kielce. Elle est le siège de la gmina de Bodzentyn; elle s'étend sur 8,65 km² et comptait 2 228 habitants en 2008.

## Histoire
Bodzentyn est fondé en 1355 par l'évêque de Cracovie Jan Bodzanta. En 1413, elle reçoit le droit de cité. Du XVIe au XVIIIe siècle, c'est un centre d'artisanat et de commerce. Avec le troisième partage de la Pologne en 1793, Bodzentyn tombe aux mains de l'Autriche et devient russe au sein du royaume du Congrès après le congrès de Vienne en 1815. Les droits de cité sont à nouveau perdus en 1870.
En 1939, la Wehrmacht envahit et établit un ghetto juif pour les quelque 1000 habitants juifs de la ville et bien d'autres amenés des environs. En septembre 1942, les survivants, dont Dawid Rubinowicz, sont emmenés au camp d'extermination de Treblinka et gazés. 
En 1995, les droits de la ville sont renouvelés.